# Keeps Gettin' Better
Keeps Gettin' Better è il primo singolo estratto dal primo greatest hits della cantante statunitense Christina Aguilera, Keeps Gettin' Better - A Decade of Hits.

## Descrizione
Keeps Gettin' Better è stato prodotto da Linda Perry, e scritto dalla Perry e da Christina Aguilera. Il 5 settembre il brano è trapelato su internet, due giorni prima del suo debutto agli MTV Video Music Awards 2008. Il 9 settembre la canzone è stata resa disponibile per il download digitale in alcuni paesi, inclusi i negozi iTunes australiani e canadesi, dove ha debuttato al secondo posto in classifica. Il 22 settembre è stata distribuita ufficialmente per le radio.

## Video musicale
A partire dal 24 ottobre sono stati pubblicati vari video che ritraevano i dietro le quinte del video musicale.
Il video completo è stato distribuito il 27 ottobre sul profilo Facebook della cantante. Regista del video è Peter Berg, famoso per la sua regia nel film Hancock. Il video è susseguito da varie scene che ritraggono Christina in diverse ambientazioni con diversi costumi. In una recente intervista condotta da People, Christina dice: «Mi sono molto divertita a girare il video. Essendo un'artista che ama giocare con look differenti, è stato divertente ritrarre vari personaggi all'interno dello stesso video».

## Tracce
Singolo promozionale
1. Keeps Gettin' Better (Main Version) – 3:03
2. Call Hook Out – 0:18

## Formazione
- Produttore: Linda Perry
- Compositori: Christina Aguilera, Linda Perry
- Strumentazione e programmazione: Linda Perry
- Programmazione batteria: Mark Ronson
- Ingegneria: Linda Perry
- Pubblicazione: Xtina Music / Universal Music Careers

## Classifiche
| Classifica (2008)   | Posizione più alta |
| ------------------- | ------------------ |
| Australia           | 26                 |
| Austria             | 15                 |
| Canada              | 4                  |
| Europa              | 29                 |
| Germania            | 14                 |
| Giappone            | 17                 |
| Irlanda             | 14                 |
| Italia              | 12                 |
| Nuova Zelanda       | 36                 |
| Regno Unito         | 14                 |
| Russia              | 68                 |
| Svizzera            | 21                 |
| Stati Uniti         | 7                  |
| Stati Uniti (Pop)   | 11                 |
| Stati Uniti (Dance) | 7                  |